# Liste der Naturdenkmale im Landkreis Hildesheim
Die Liste der Naturdenkmale im Landkreis Hildesheim nennt die Naturdenkmale im Landkreis Hildesheim in Niedersachsen.
Am 31. Dezember 2016 waren in diesem Gebiet insgesamt 179 Naturdenkmale verzeichnet.

## Naturdenkmallisten
| Stadt/Gemeinde   | Liste                                       |
| ---------------- | ------------------------------------------- |
| Alfeld (Leine)   | Liste der Naturdenkmale in Alfeld (Leine)   |
| Algermissen      | Liste der Naturdenkmale in Algermissen      |
| Bad Salzdetfurth | Liste der Naturdenkmale in Bad Salzdetfurth |
| Bockenem         | Liste der Naturdenkmale in Bockenem         |
| Diekholzen       | Liste der Naturdenkmale in Diekholzen       |
| Duingen          | Liste der Naturdenkmale in Duingen          |
| Eime             | Liste der Naturdenkmale in Eime             |
| Elze             | Liste der Naturdenkmale in Elze             |
| Freden (Leine)   | Liste der Naturdenkmale in Freden (Leine)   |
| Giesen           | Liste der Naturdenkmale in Giesen           |
| Gronau (Leine)   | Liste der Naturdenkmale in Gronau (Leine)   |
| Harsum           | Liste der Naturdenkmale in Harsum           |
| Hildesheim       | Liste der Naturdenkmale in Hildesheim       |
| Holle            | Liste der Naturdenkmale in Holle            |
| Lamspringe       | Liste der Naturdenkmale in Lamspringe       |
| Nordstemmen      | Liste der Naturdenkmale in Nordstemmen      |
| Sarstedt         | Liste der Naturdenkmale in Sarstedt         |
| Schellerten      | Liste der Naturdenkmale in Schellerten      |
| Sibbesse         | Liste der Naturdenkmale in Sibbesse         |
| Söhlde           | Liste der Naturdenkmale in Söhlde           |

## Hinweise
Die Stadt Hildesheim war bis zur Gebietsreform in Niedersachsen eine kreisfreie Stadt. Die für Naturdenkmale zuständige untere Naturschutzbehörde ist die Stadt Hildesheim. Für den übrigen Landkreis ist dies der Landkreis Hildesheim.